# MirageOS

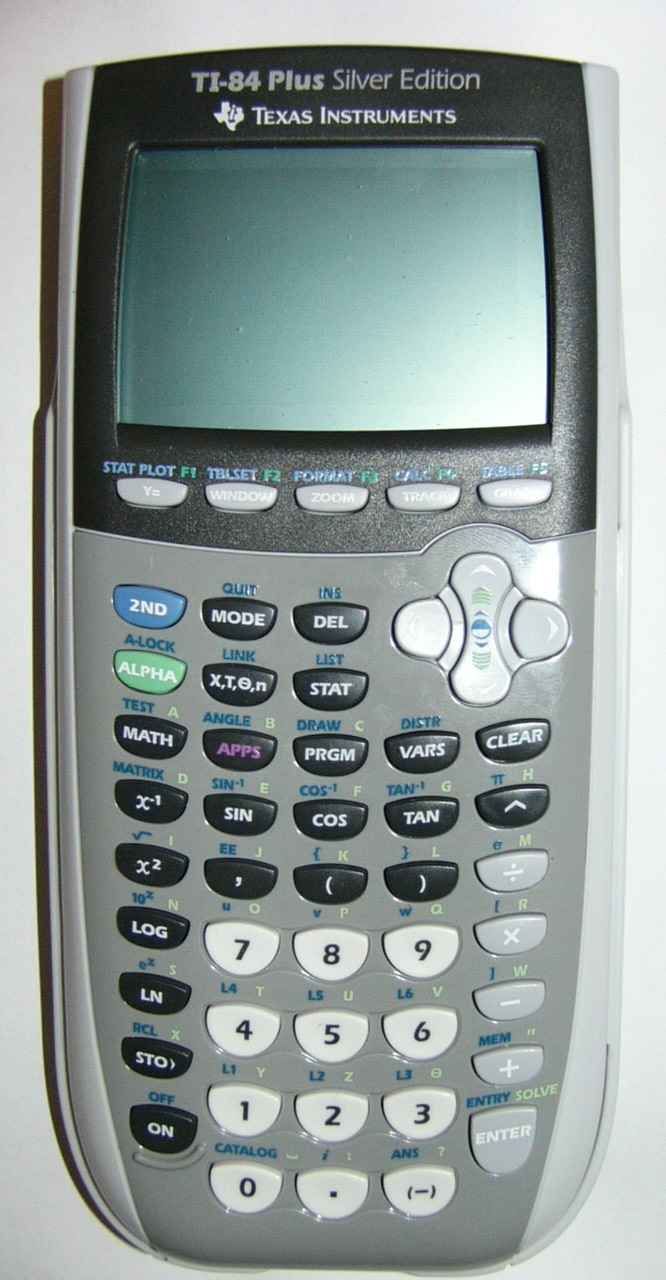
TI-84 Plus Silver Edition, en miniräknare som är kompatibel med skalet MirageOS.

MirageOS är ett grafiskt skal för miniräknarserierna TI-83 och TI-84 från Texas Instruments. Skalet tillåter användaren att köra assemblyprogram som har sammanställts för det, eller för Ionskalet. Trots namnet MirageOS–OS är en förkortning för operativsystem–är det faktiskt en vanlig applikation som lagras i flashminnet, inte ett helt operativsystem.